# 小行星4790
小行星4790（英語：4790 Petrpravec）是一颗围绕太阳公转的小行星。1988年8月9日，埃莉諾·赫琳在帕洛马山发现了此天体。
这颗小行星的绝对星等为85.63443523590881等。